# Сражение в ущелье Дарб-ал-Кенкерун
Сражение в ущелье Дарб-ал-Кенкерун — одно из сражений арабо-византийских войн, произошедшее 25—26 октября 950 года.

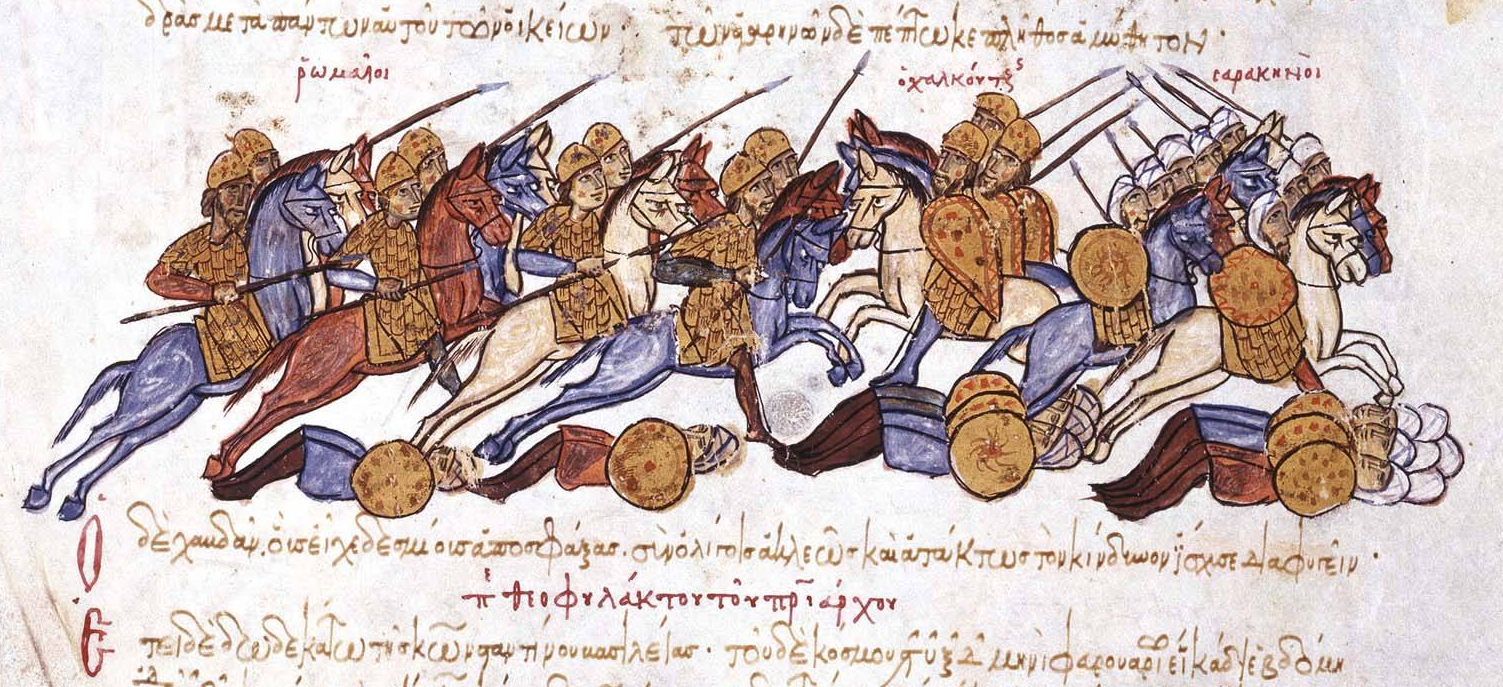
Лев Фока разбивает арабов в 950 г. Побег Халкутцы. Миниатюра из Мадридского Скилицы

## Предыстория
Возникший в 930-х годах хамданидский эмират с центром в Алеппо стал серьёзным противником Византийской империи на востоке Малой Азии. Под руководством энергичного эмира Сейфа ад-Даулы его войска почти ежегодно совершали вторжения на территорию империи, в ответ вызывая походы ромеев.
Критская экспедиция 949 года отвлекла византийские войска с востока. Этим воспользовался эмир Сейф-ад-Даула, который поздним летом, в августе или первой половине сентября 950 года, выступил в поход из Антиохии. При его войске находился также императорский посол на мирных переговорах патрикий Никита Халкутца. 
Армия численностью в 30 000 человек перешла границу и овладела лежавшими на пути от Киликийских ворот к Кесарии крепостями, а затем направилась в Каппадокию, по пути разоряя, уводя плен, выжигая посевы и захватывая добычу. Две попытки ромеев во главе с доместиком схол Львом Фокой остановить продвижение арабов потерпели неудачу, и они, разбитые, отступили. Поход продолжался два месяца, но, в связи с наступившей плохой погодой, войска Сейфа ад-Даулы стали распадаться и возвращаться. Видя наступление зимы, двинулся в обратный путь и сам Сейф ад-Даула. Сопровождавший арабское войско греческий посол Никита Халкутца тайно оповещал доместика о планах и движениях хамданидского вождя. 

## Ход сражения
25 октября Сейф ад-Даула со своим войском двинулся через горное ущелье Дарб-ал-Кенкерун в области Хадаса. Ночью ему перерезали дорогу ромеи. В то время как одна часть греков скатывала с нависавших над проходившим арабским войском склонов гор срезанные деревья и камни, другая часть во главе с самим доместиком громила арьергард противника. 
Не видя возможности спасти свое войско, Сейф ад-Даула, убив находившихся с ним 400 знатных греческих пленных, заколов верблюдов и бо́льшую часть вьючнаго скота и уничтожив обоз, с небольшим отрядом пробился и, благодаря быстроте своего коня, ушёл и и достиг Алеппо. Среди неразберихи Никите Халкутце, подкупившему некоторых мусульман, удалось бежать со своими слугами к грекам.

## Результаты
К утру 26 октября арабы были разбиты. Пять тысяч человек погибли; около трех тысяч, в том числе эмиры и кадии попали в плен. Вся взятая арабами у греков добыча была отбита.
Лев Фока, несмотря на свою победу, отправил Сейфу ад-Дауле предложение относительно перемирия, но последний не только не согласился на это, но даже ответил угрозой. Уже весной 951 года он, собрав новое войско, вступил в греческие пределы.